# Magnesia Litera
Magnesia Litera — чешская литературная премия, которой награждаются авторы наиболее ярких публикаций в области оригинальной и переводной литературы.
Вручается с 2002 года за лучшую книгу в 10 категориях: проза, поэзия, книги для детей и юношества (с 2004), научная литература, книги по журналистике, переводы, дебютные публикации («Открытие года»), и др. Для того, чтобы избежать слишком узкой специализации, победитель в категориях Magnesia Litera выбирается по итогам опроса 300 человек, специалистов книжной индустрии: от университетских исследователей до библиотекарей и книготорговцев.
Главный приз — «Книга года».
Учредителями Magnesia Litera стали Ассоциация Литера, Академия наук Чешской Республики, чешский ПЕН-клуб, Ассоциации переводчиков, писателей, издателей, книготорговцев Чехии, Чешский филиал Международного совета по детской и юношеской литературе (IBBY) и Фонд чешской литературы.
Размер главного приза за лучшую чешскую книгу года — 200 000 крон.
Премия Magnesia Litera за свою историю добилась признания не только у широкой, но и у профессиональной общественности.
Торжественное вручение премии традиционно передается по государственному телевидению Чехии.
В числе лауреатов: Иржи Груша, Милош Урбан, Иван Клима, Иржи Грунторад за основание библиотеки Libri Prohibiti (2002), Гана Андроникова (2002 и 2011), Петра Гулова (2003), Ян Балабан (2005 и 2011), Ярослав Флегр (2007), Петр Плацак (2008) и др.
В 2012 премии была удостоена книга Михал Айваза «Люксембургский сад».